# Morinda citrifolia
Pour les homonymes, voir Noni  et la page d'homonymie Nono .
Pomme-chien, Nono
Espèce
Classification phylogénétique
Le nono ou pomme-chien (Morinda citrifolia) est un arbre tropical de la famille des Rubiaceae, originaire d'Asie (Inde) ou d'Australie. « Noni » est l'appellation commerciale courante du jus extrait de la pulpe du fruit.
« Nono » est le nom de l'arbre et de son fruit, en tahitien. En tuvaluan et en wallisien, il est dénommé nonu.

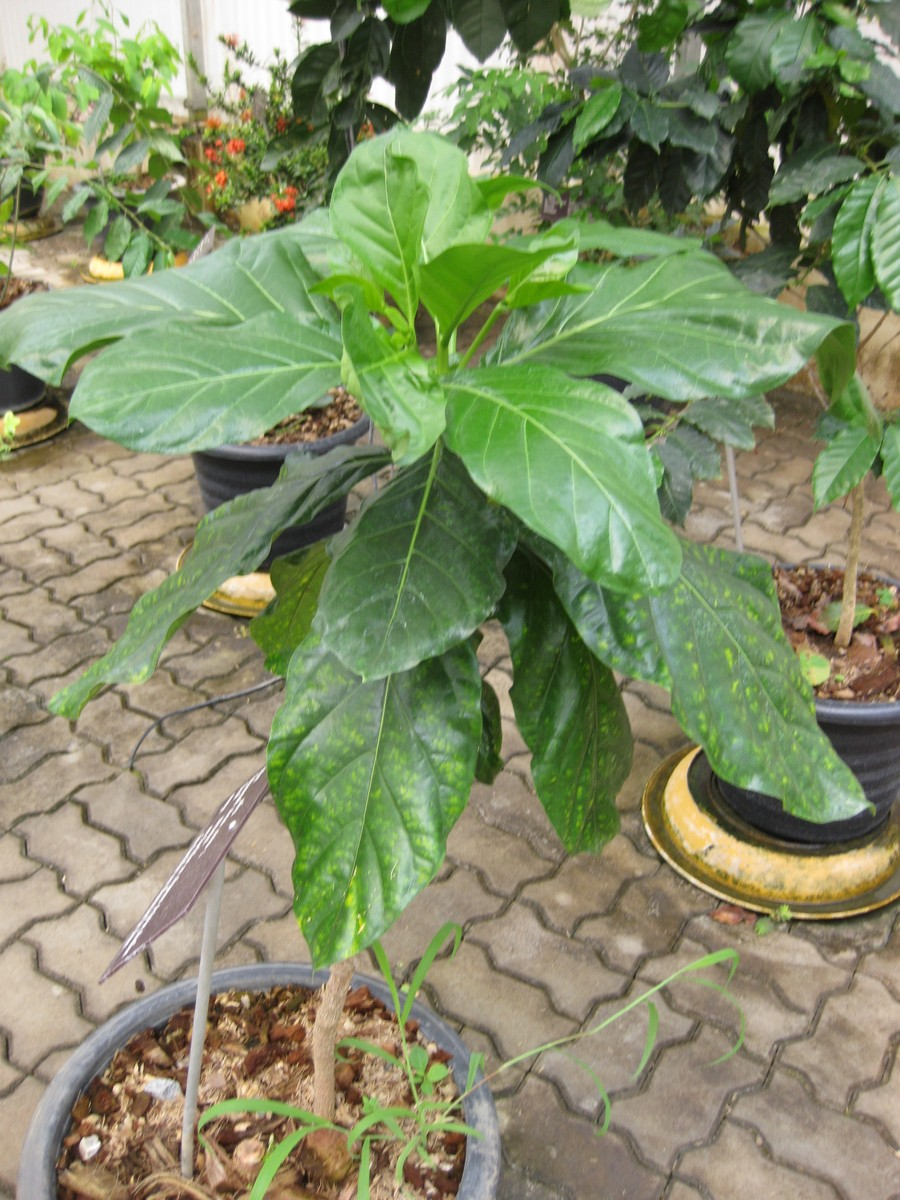
Morinda citrifolia cultivé en pot, Jardin botanique de la reine Sirikit, Thaïlande.

L'arbuste Morinda citrifolia donne des fruits moins d'un an après sa plantation. Il atteint sa pleine maturité à deux ans et fournit jusqu'à 8 kg de nonos chaque mois, tout au long de l'année. Ses fruits sont verts, puis jaunes, et deviennent blanchâtres lorsqu'ils sont mûrs. Ils sont reconnaissables à leur odeur désagréable et leur goût amer.
Le jus extrait du fruit est commercialisé sous le nom de noni comme complément alimentaire aux États-Unis, où il n'est pas reconnu officiellement comme médicament. Le principal distributeur sur le marché américain est Tahitian Noni International, dont le siège est à Provo (Utah).

## Noms communs
Mengkudu besar, inda, menkudu, Indian mulberry, noni, great morinda, cheese fruit, mengkudu, awl tree, brimstone tree.

## Qualités médicinales arguées

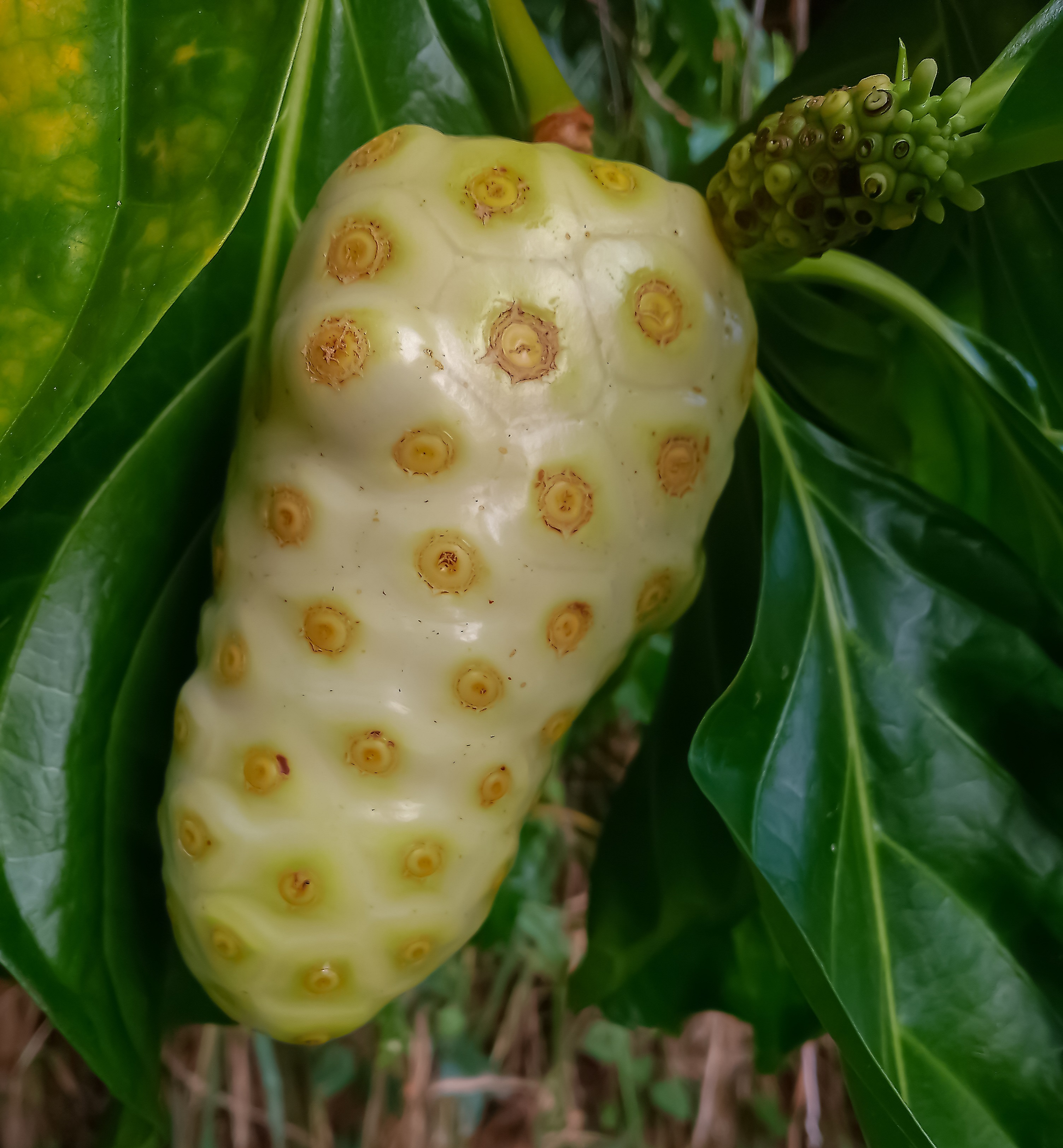

L'arbre et son fruit sont utilisés comme plante médicinale dans la culture traditionnelle polynésienne.
Le nono renferme, selon un petit groupe de chercheurs américains, des substances pouvant retarder le vieillissement de la peau , les inflammations arthritiques..
Néanmoins, ces "vertus" du jus de nono sont controversées, et l'Union européenne ne lui a pas accordé d'agrément pharmaceutique ni d'allégation de santé. Elle a autorisé la vente de jus de fruit au noni, ou sous forme de capsules, et cætera, relevant de la législation alimentaire comme "simple jus de fruits". La publicité argüant de propriétés médicinales lui est donc interdite en Europe.[réf. nécessaire]
« L’Agence française de sécurité sanitaire des aliments (Afssa) souhaite attirer également l’attention des consommateurs de jus de noni sur le respect des conditions d’emploi proposées par le fabricant du produit lors de son évaluation, à savoir une recommandation de consommation de 30 millilitres par jour.
L’Afssa souligne par ailleurs qu’aucune allégation de bénéfice pour la santé n’a été revendiquée ni documentée lors de l’évaluation de ce nouvel aliment, présenté comme un simple jus de fruit sur le plan nutritionnel. Les éventuelles propriétés bénéfiques du jus de noni, qui sont avancées pour divers troubles de la santé ou pathologies dans certains circuits d’information (via Internet notamment), n’ont pas été évaluées ni a fortiori validées par les autorités de sécurité sanitaire, que ce soit en tant qu’aliment ou en tant que médicament. »
L’Autorité européenne de sécurité des aliments (EFSA) a rendu ses conclusions sur le jus de noni, un aliment autorisé au titre du règlement novel food en 2003. En effet des suspicions d’hépatite aiguë à la suite de la consommation de jus de noni avaient conduit l’EFSA à étudier plus précisément la question. Le panel de l’EFSA a donc rendu ses conclusions et indique qu’il n’y a pas de relation de cause à effet entre le noni et les hépatites aiguës.»

### Culinaire
Le noni est parfois appelé "fruit de la famine", laissant entendre qu'il était utilisé par les peuples autochtones comme nourriture d'urgence en temps de famine. Malgré son odeur forte et son goût amer, le fruit était néanmoins consommé comme aliment de famine, et, dans certaines îles du Pacifique, même comme aliment de base, que ce soit cru ou cuit. Les Asiatiques du Sud-Est et les Aborigènes d'Australie consomment le fruit cru avec du sel ou le cuisinent avec du curry. Les graines sont comestibles lorsqu'elles sont rôties. En cuisine thaïlandaise, les feuilles (connues sous le nom de bai-yo) sont utilisées comme légume vert et constituent l'ingrédient principal du kaeng bai-yo, cuisiné avec du lait de coco. Le fruit (luk-yo) est ajouté en tant qu'ingrédient de salade dans certaines versions de somtam.

### Médecine traditionnelle
Les fruits verts, les feuilles et les racines ou les rhizomes verts ont peut-être été utilisés dans les cultures polynésiennes comme un tonique général, en plus de leur place traditionnelle dans la culture polynésienne en tant que nourriture en cas de famine. Bien que la plante Morinda soit réputée posséder des propriétés biologiques en médecine traditionnelle, il n'existe aucune preuve confirmée de efficacité clinique pour une utilisation prévue quelconque. En 2018, un fabricant hawaïen de produits alimentaires à base de noni et de produits de soins de la peau a reçu une lettre d'avertissement de la FDA pour la commercialisation de médicaments non approuvés et pour avoir fait de fausses allégations de santé en violation de la Loi sur les aliments, les médicaments et les cosmétiques des États-Unis.

### Les teintures
Parmi les peuples austronésiens, le noni était traditionnellement utilisé principalement pour la production de teinture. Il a été transporté dans les îles du Pacifique par les navigateurs austronésiens sous forme de plantes de canoë. L'écorce de Morinda produit une teinture brunâtre-violet qui peut être utilisée pour fabriquer du batik. À Hawaï, une teinture jaunâtre est extraite de ses racines pour teindre les tissus,. Les artistes Yolngu à Bula'Bula Arts dans Ramingining, dans le Territoire du Nord de l'Australie, utilisent les racines et l'écorce de "djundom", comme ils l'appellent, pour teindre les fibres de pandanus afin de créer une grande variété d'artefacts.
L'utilisation de M. citrifolia comme teinture pour tissu nécessite l'utilisation d'un mordant sur le tissu, avant d'accepter la teinture, et dans le cas de la teinture de Morinda, cela nécessite beaucoup de travail si l'objectif est d'obtenir des nuances et des couleurs riches.

### Culture populaire
Le fruit est le sujet du film Le Fruit de l'espoir. Il est par ailleurs largement utilisé dans des défis alimentaires du programme de télé-réalité britannique I'm a Celebrity… Get Me Out of Here!, où il est appelé « fruit du vomissement ».

## Nutriments et phytochimiques
La poudre de fruit de Morinda citrifolia contient des glucides et des fibres alimentaires en quantités modérées. Ces macronutriments se trouvent apparemment dans la pulpe du fruit, car le jus de M. citrifolia a une faible teneur en nutriments. Les principaux micronutriments de la poudre de pulpe de M. citrifolia comprennent la vitamine C, la niacine (vitamine B3), le fer et le potassium. La vitamine A, le calcium et le sodium sont présents en quantités modérées. Lorsque le jus de M. citrifolia seul est analysé et comparé à la poudre de pulpe, seule la vitamine C est conservée, en une quantité (34 mg pour 100 grammes de jus) qui représente 64 % de la teneur en vitamine C d'une orange navel crue (53 mg pour 100 g ou 89 % de la Valeur quotidienne). Les niveaux de sodium dans le jus de M. citrifolia (environ 3 % de l'AJR) sont élevés par rapport à une orange, et la teneur en potassium est modérée.
Le fruit de Morinda citrifolia contient un certain nombre de phytochimiques, notamment des lignanes, des oligo- et des polysaccharides, des flavonoïdes, des iridoïdes, des acides gras, de la scopolétine, de la catéchine, du bêta-sitostérol, du damnacanthal et des alcaloïdes. Bien que ces substances aient été étudiées pour leur bioactivité, les recherches sont insuffisantes pour tirer des conclusions sur leurs effets sur la santé humaine.

## Culture du nono en Polynésie Française

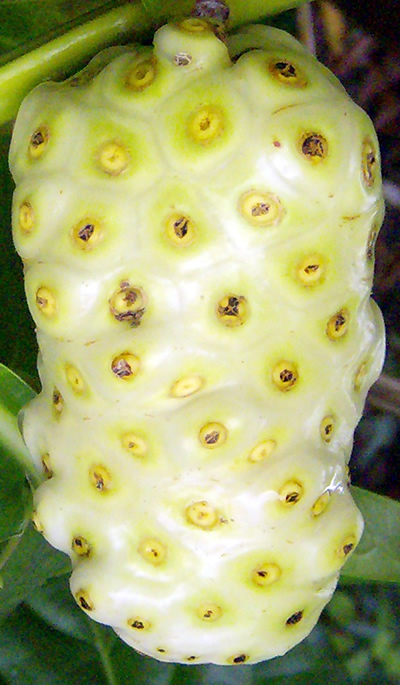
Un nono à maturité.

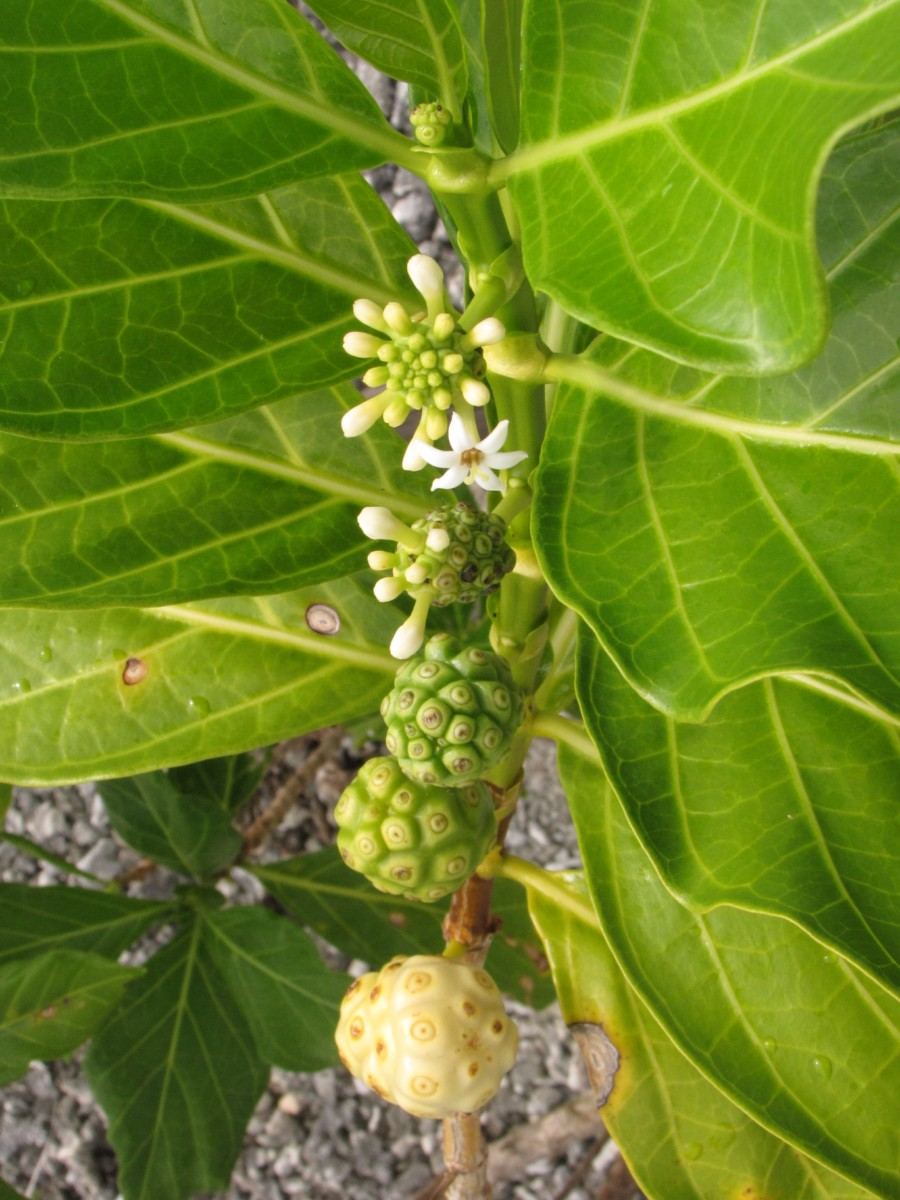
Différents stades d'évolution de la plante de noni.

Au début des années 1990, un grand nombre d'agriculteurs de Polynésie française se lancent dans la culture du nono. L'arbuste est déjà présent sur ce territoire, où il pousse naturellement. Parfaitement adapté au climat polynésien, sa culture est rapide et peu contraignante. Le gouvernement de Polynésie Française accorde des aides à la société américaine Tahitian Noni International et sa filière locale Morinda, afin de construire une usine de production de jus et de purée de nono dans la commune de Papara, sur l'île de Tahiti.
Le marché de consommation se développe fortement, et des exploitations sont créées dans de nombreux pays au climat tropical, en particulier au Mexique et au Costa Rica. D'autres pays suivent, comme les Fidji ou la République dominicaine. Les prix pratiqués dans ces pays tombent rapidement aux alentours de 15 Francs Pacifique (environ 12,6 centimes d'euro) le kilogramme, contre 60 Francs Pacifique (environ 50 centimes d'euro) le kilogramme en Polynésie Française.
La production en Polynésie française chute : elle passe de 8 200 tonnes en 2005, à 6 401 tonnes en 2006, puis 2 089 tonnes en 2007. Le volume des exportations passe de 2 578 tonnes en 2007 à 1 924 tonnes en 2008.
Pour la société Tahitian Noni International, l'approvisionnement continue à se faire entièrement en Polynésie française.
En 1998, Vatea Quesnot fonde la société Royal Tahiti Noni. Face aux difficultés de la filière, il opte pour la production « bio », et obtient cette certification entre 2002 et 2004. Le volume des exportations de jus de nono bio de cette société tourne aux alentours de 150 à 200 tonnes par an à la fin des années 2000.